# 第43警戒隊
第43警戒隊（だい43けいかいたい）は、背振山分屯基地に所在する西部航空警戒管制団隷下の部隊である。

## 沿革
※背振山分屯基地としての沿革も含む

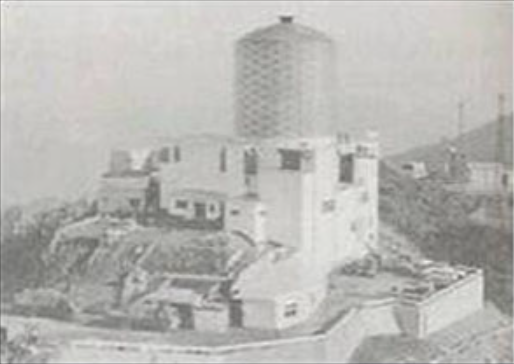
J/FPS-1運用開始（1975年6月）

- 1954年（昭和29年）10月15日： 第9041部隊、福岡駐屯地で編成
- 1956年（昭和31年）08月01日： 脊振山展開、分屯基地開設
- 1960年（昭和35年）07月01日： 米軍から航空自衛隊へ任務移管
- 1961年（昭和36年）07月15日： 第43警戒群に改編
- 1966年（昭和41年）02月01日： 第2高射群新編、指揮所運用隊脊振山展開
- 1969年（昭和44年）03月26日： バッジ・システム運用開始
- 1975年（昭和50年）06月23日： 固定式3次元レーダー運用開始
- 1989年（平成01年）01月30日： 新バッジ・システム運用開始
- 1994年（平成06年）03月31日： 第2高射群改編、指揮所運用隊が春日基地へ移動。中継班を脊振山で運用開始
- 1997年（平成09年）05月22日： 新固定式3次元レーダー運用開始
- 2021年（令和03年）07月01日： 第43警戒群が第43警戒隊[2]に改編。

## 部隊編成
- 隊本部
- 監視管制小隊
- 通信電子小隊
- 基地業務小隊

## 主要幹部
| 官職名                                               | 階級    | 氏名     | 補職発令日     | 前職                         |
| ---------------------------------------------------- | ------- | -------- | -------------- | ---------------------------- |
| 西部航空警戒管制団第43警戒隊長 兼 背振山分屯基地司令 | 2等空佐 | 笛田洋樹 | 2023年08月01日 | 航空幕僚監部人事教育部補任課 |

| 代 | 氏名                 | 在職期間                                                    | 前職                                                  | 後職                                  |
| -- | -------------------- | ----------------------------------------------------------- | ----------------------------------------------------- | ------------------------------------- |
|    | 馬場園房吉           | 0000年00月00日 - 1966年07月15日                             |                                                       | 航空自衛隊第5術科学校第1教育部長      |
|    | 内田晴三             | 0000年00月00日 - 1968年02月15日                             |                                                       | 航空自衛隊第4術科学校生徒隊長         |
|    | 森永正男             | 1968年02月16日 - 1969年02月16日                             | 航空幕僚監部防衛部防衛課 業務計画班長                 | 西部航空警戒管制団副司令              |
|    | 江頭勇               | 1969年02月17日 - 1971年02月15日                             | 航空幕僚監部防衛部防衛課編成班長                      | 航空幕僚監部監理部監理課長            |
|    | 寺田瑞男             | 1971年02月16日 - 1972年02月15日                             | 航空幕僚監部防衛部調査第1課 総括班長                  | 航空幕僚監部防衛部調査第1課長         |
|    | 今田知之             | 1972年02月16日 - 1974年07月15日                             | 航空幕僚監部防衛部施設課 通信建設班長                 | 航空自衛隊第4術科学校第1教育部長      |
|    | 朱谷真人             | 1974年07月16日 - 1976年03月22日                             | 航空幕僚監部防衛部運用課 通信電子班長                 | 防衛大学校教授                        |
|    | 白井熊一             | 1976年03月23日 - 1977年06月30日                             | 航空幕僚監部監理部勤務                                | 統合幕僚会議事務局第5幕僚室勤務       |
|    | 増田久               | 0000年00月00日 - 1979年07月31日                             |                                                       | 統合幕僚会議事務局第3幕僚室勤務       |
|    | 坂倉武吉             | 0000年00月00日 - 1981年03月15日                             |                                                       | 航空自衛隊第5術科学校第1教育部長      |
|    | 小畑順一             | 0000年00月00日 - 1983年03月15日                             |                                                       | 防空指揮群副司令                      |
|    | 原田武久             | 0000年00月00日 - 1985年03月15日                             |                                                       | 航空自衛隊第5術科学校教務課長         |
|    | 藤原忠晴             | 1985年03月16日 - 1986年08月14日                             | 航空幕僚監部防衛部勤務                                | 航空総隊司令部防衛部防衛班長          |
|    | 伊與田佳彦           | 1986年08月15日 - 1988年07月31日                             | 南西航空混成団司令部防衛部防衛班長                    | 飛行教育集団司令部勤務                |
|    | 三澤守               | 1988年08月01日 - 1990年07月31日                             | 統合幕僚学校学校教官                                  | 航空幕僚監部人事教育部教育課 計画班長 |
|    | 佐藤光一             | 1990年08月01日 - 1992年11月30日                             | 西部航空警戒管制団司令部防衛部長                      | 西部航空警戒管制団第43警戒群付        |
|    | 石渡剛               | 1992年12月01日 - 1994年11月30日                             | 航空幕僚監部防衛部通信電子課勤務                      | 統合幕僚学校学校教官                  |
|    | 十亀義男             | 0000年00月00日 - 1997年06月30日                             |                                                       | 航空自衛隊第1補給処業務部長           |
|    | 西森浩孝             | 1997年07月01日 - 1999年03月31日                             | 第1輸送航空隊副司令                                   | 航空自衛隊第5術科学校副校長           |
|    | 水津輝也             | 1999年04月01日 - 2000年11月30日                             | 航空幕僚監部防衛部施設課 通信建設班長                 | 航空自衛隊第2術科学校第1教育部長      |
|    | 梅田正博             | 2000年12月01日 - 0000年00月00日                             | 航空自衛隊幹部候補生学校業務部長                      |                                       |
|    | 祖川誠介             | 2003年04月01日 - 2004年03月31日                             | 航空自衛隊第4術科学校業務部長                         | 航空自衛隊幹部学校主任研究開発官      |
|    | 大倉育信             | 2004年04月01日 - 0000年00月00日                             | 航空幕僚監部人事教育部教育課 術科教育班長             |                                       |
|    | 柳町充               | 0000年00月00日 - 2006年08月03日                             |                                                       | 航空幕僚監部人事教育部厚生課 給与室長 |
|    | 石崎吉和             | 2006年08月04日 - 2008年12月08日                             | 航空幕僚監部人事教育部人事計画課 人事計画第2班長      | 航空幕僚監部人事教育部補任課 服務室長 |
|    | 吉武敏雄             | 2008年12月09日 - 2010年07月31日 ※2009年01月01日 1等空佐昇任 | 航空自衛隊幹部候補生学校業務部長 （2等空佐）          | 第1高射群副司令                       |
|    | 園田孝由             | 2010年08月01日 - 0000年00月00                               | 情報本部勤務                                          |                                       |
|    | 新谷和也             | 2012年04月09日 - 2013年05月31日                             | 航空幕僚監部運用支援・情報部 運用支援課輸送室計画班長 | 航空総隊司令部総務部総務課長          |
|    | 朝倉勝彦             | 2013年06月01日 - 2014年11月30日 ※2014年07月01日 1等空佐昇任 | 第5高射群副司令 （2等空佐）                           | 航空自衛隊第5術科学校第1教育部長      |
|    | 松村和仁 （2等空佐） | 2014年12月01日 - 0000年00月00日                             | 中部航空方面隊司令部総務部 援護業務課長               |                                       |
|    | 佐藤友厚             | 2017年02月01日 -                                            | 第6高射群副司令 （2等空佐）                           |                                       |

| 代 | 氏名     | 在職期間                        | 前職                         | 後職 |
| -- | -------- | ------------------------------- | ---------------------------- | ---- |
|    | 笛田洋樹 | 0000年00月00日 - 2023年07月31日 |                              |      |
|    | 荒木啓史 | 2023年08月01日 -                | 航空幕僚監部人事教育部補任課 |      |